# 高岡西部総合公園野球場
高岡西部総合公園野球場（たかおかせいぶそうごうこうえんやきゅうじょう）は、富山県高岡市の高岡西部総合公園にある野球場。ボールパーク高岡（ボールパークたかおか）という愛称が付けられている。

## 概要
平成の大合併に伴う新・高岡市の発足10周年を記念して公園の整備が実施されることとなり、2012年12月に着工。球場部分は2014年9月に完成したが、公園全体の整備完了後の2015年5月23日に開場した。内野グラウンドには甲子園球場と同じ黒土を使用している。
独立リーグチームの富山GRNサンダーバーズが公式戦を開催しており、初年度の2015年（当時はベースボール・チャレンジ・リーグ所属）は主催試合では最多となる13試合が実施され、地区チャンピオンシップ1試合も実施された。2016年以降、日本海オセアンリーグに移った2022年まで最多で、主たる開催球場となってきた。しかし日本海リーグに変わった2023年の日程では、県営富山野球場（8試合）に次ぐ試合数（4試合）となり、実際には1試合が中止試合の振替で増えたものの、県営富山（7試合）に次ぐ2位は変わらなかった。2024年は当初日程より再び最多開催（7試合）となり、実際の開催も7試合で最多だった。
全国高等学校野球選手権富山大会では、2015年大会で準決勝・決勝戦に使用されている。
プロ野球2軍戦開催時、BCリーグ共に三塁側がホームチームとなる。

## 歴史

### 沿革
- 2012年（平成24年）
  - 12月 - 着工[1]。
- 2014年（平成26年）
  - 9月 - 球場部分完成。
- 2015年（平成27年）
  - 5月23日 - 開場[1][2]。
  - 6月 - 1塁側のファウルボール打球が、防球ネットを超えてすぐ横を通るあいの風とやま鉄道線まで届く可能性が明らかとなり、設計を担当した新日本コンサルタントが「早期改善を図るため鋭意努力する」との社告を発表[7]。高岡市はこれと同時に、防球ネットをかさ上げしてボールが線路まで届かない暫定対策をおこなうと発表[8]。
- 2016年（平成28年）
  - 2月8日 - 1塁側ファールゾーンの防球ネットを約10mかさ上げし、20mから30mのネット高に変更[9]。それまでは列車通過時にプレーを一時中断していた。

## 施設
- 球場規模
  - グラウンド面積：m2
  - 球場面積：約82,000m2
  - 両翼：100m
  - 中堅：122m
- 収容能力
  - 内野スタンド：6,000人
  - 外野スタンド：4,000人
  - 合計：10,000人
- 照明
  - 6基
- その他施設
  - 室内ブルペン、室内多目的スペース（人工芝）
- 公園内施設
  - 多目的広場（軟式野球・ソフトボールなどの使用可）
  - ジョギングコース（一周 約1.2km）
  - 遊具広場（東・西）　など
- 駐車場
  - 約500台

## 交通アクセス

### 鉄道
あいの風とやま鉄道
- あいの風とやま鉄道線：西高岡駅より徒歩12分